# Refilwe Mtsweni-Tsipane
Refilwe Maria Mtsweni-Tsipane (née le 3 septembre 1973), également orthographiée Mtshweni-Tsipane, est une femme politique sud-africaine, originaire de la province du Mpumalanga. Membre du Congrès national africain (ANC), elle est présidente du Conseil national des provinces depuis juin 2024. Avant cela, elle a été le cinquième Premier ministre du Mpumalanga entre 2018 et 2024.
Mtsweni-Tsipane est entrée au gouvernement après les élections générales de mai 2014 , lorsque le premier ministre David Mabuza l'a nommée membre du Conseil exécutif de Mpumalanga pour la gouvernance coopérative et les affaires traditionnelles. Elle a succédé à Mabuza en tant que premier ministre lorsqu'il a quitté la province pour devenir vice-président de l'Afrique du Sud en février 2018. Elle est membre du comité exécutif national de l'ANC depuis décembre 2022.

## Jeunesse et début de carrière
Mtsweni-Tsipane est né le 3 septembre 1973 à Emalahleni, dans le Transvaal oriental, devenue en 1995 la province du Mpumalanga. Elle a passé la majeure partie de son enfance à Lynnville, Emalahleni, mais a fréquenté l'école secondaire à Atteridgeville, Pretoria. Elle a finalement obtenu son diplôme en 1990 à l'école commerciale de Hlabirwa, dans le Transvaal du Nord. Elle a ensuite fréquenté l'université technologique (Technikon) de Pretoria (actuel université de technologie de Tshwane), où elle a obtenu un diplôme en gestion des ressources humaines en 1993. Plus tard, elle a obtenu des diplômes de troisième cycle à l'université de Pretoria et à l'école de commerce de Johannesburg, la Wits Business School.
Au cours des décennies qui ont précédé son entrée au gouvernement, Refilwe Mtsweni-Tsipane a gravi les échelons locaux du Congrès national africain (ANC) à Nkangala, en commençant en 1993 par la présidence d'une branche locale de la Ligue des femmes de l'ANC. Elle a également été brièvement impliquée dans le mouvement syndical ; entre 1997 et 1999, elle a été déléguée syndicale pour le Syndicat national des métallurgistes, puis a fait partie du comité exécutif provincial de la Ligue de jeunesse du Congrès national africain.

## Menbre du Conseil Exécutif de Mpumalanga: 2014–2018
Lors des élections générales de mai 2014, Mtsweni-Tsipane a été élu à un siège à l'Assemblée législative provinciale de Mpumalanga, classé douzième sur la liste provinciale du parti de l'ANC. Annonçant son nouveau Conseil exécutif plus tard dans le mois, le Premier ministre David Mabuza l'a nommée membre du Conseil exécutif (MEC) pour la gouvernance coopérative et les affaires traditionnelles. Le chef de l'opposition provinciale, Anthony Benadie de l'Alliance démocratique, a critiqué cette nomination, affirmant que Mtsweni-Tsipane « manque de compétences ou de force de caractère pour gérer un poste complexe ».

## Premier ministre du Mpumalanga: 2018–2024
Lorsque Mabuza est devenu vice-président d'Afrique du Sud en février 2018, Mtsweni-Tsipane a été choisie comme Première ministre par intérim. Elle a prêté serment à deux reprises : sa première prestation de serment, le 27 février 2018, était constitutionnellement invalide, car elle s'était déroulée sur les seules instructions de Mabuza, sans l'approbation officielle du Conseil exécutif. Elle a prêté serment pour la deuxième fois le 1er mars 2018 à Pretoria.
Le 14 mars 2018, l'ANC a annoncé sa nomination pour remplacer définitivement M. Mabuza au poste de Premier ministre du Mpumalanga. Elle a été officiellement élue à ce poste le 20 mars. Devenant ainsi la première femme à ce poste. La « City Press », surprise par son élection, la décrit comme « largement inconnue ». Néanmoins, elle s'est présentée comme la principale candidate de l'ANC aux élections générales de mai 2019, et elle a été réélue pour un mandat complet en tant que Premier ministre le 27 mai 2019.

### Pandémie de COVID-19
Elle a occupé le poste de Premier ministre tout au long de la pandémie de COVID-19 et elle a été testée positive au COVID-19 fin septembre 2020. En janvier 2021, elle a été accusée d'avoir enfreint les protocoles liés à la COVID-19 après avoir été photographiée arrivant aux funérailles de Jackson Mthembu sans porter de masque. L'incident a suscité une controverse publique et le ministre national de la Police, Bheki Cele, a demandé l'ouverture d'une enquête,. Elle a déclaré qu’elle n’avait pas remarqué que son masque s’était cassé et était tombé ; elle s'est excusée publiquement, a signé un aveu de culpabilité et a payé une amende de 1 500 rands,.

### Présidence locale de l'ANC
À la fin de 2019, Mtsweni-Tsipane était considéré comme le candidat préféré de Mabuza pour le remplacer à la présidence provinciale de l'ANC de Mpumalanga,,. Cependant, après une campagne hostile de deux ans, elle a retiré sa candidature en février 2021. Le Mail & Guardian a rapporté qu'elle avait conclu une « alliance fragile » avec son ancien rival, Mandla Ndlovu, qui a été élu président provincial lors d'une conférence du parti en avril 2022. Elle fut par la suite a élu membre ordinaire du comité exécutif provincial du parti.
En décembre 2022, elle a participé à la 55e Conférence nationale de l'ANC, où elle a été élue de justesse pour un mandat de cinq ans au Comité exécutif national de l'ANC. Elle a recueilli 1 008 voix sur environ 4 000 bulletins de vote, ce qui fait d'elle la 73e candidate la plus populaire parmi les 80 membres du comité.

## Présidente du conseil national des provinces: depuis 2024
Après les élections générales de mai 2024, Mtsweni a prêté serment en tant que déléguée permanente au Conseil national des provinces (NCOP). L'ANC l'a nommée présidente du NCOP, et elle a été élue à ce poste sans opposition. Ndlovu lui à par la suite succédé à son rôle de premier mimistrede Mpumalanga

## Controverse
En 2021, des rumeurs ont circulé selon lesquelles un membre de sa famille était impliqué dans une entreprise liée à la distribution de vaccins COVID-19. Elle a fermement démenti ces allégations, affirmant qu’aucun membre de sa famille n’était concerné. Des vérifications indépendantes  ont confirmé qu’il n’existait aucun lien entre sa famille et l’entreprise mentionnée.

## Vie personnelle
Elle est mariée à Lawrence Tsipane, fonctionnaire au Département de la Fonction publique et de l'Administration (DPSA). Union de laquelle découle deux enfants.